# Pseudagrion vumbaense
Pseudagrion vumbaense es una especie de libélula de la familia Coenagrionidae.
Es endémica de Zimbabue.
Sus hábitats naturales son regiones subtropicales o tropicales húmedas de alta altitud y ríos. Está amenazada por pérdida de hábitat.